# Сулуанская птица-носорог
Сулуанская птица-носорог (лат. Anthracoceros montani) — вид птиц из семейства птиц-носорогов. Подвидов не выделяют. Эндемик Филиппин. МСОП присвоил виду охранный статус CR. Видовое название дано в честь французского антрополога и исследователя Джозефа Монтано (фр. Joseph Marguerite Montano, 1844—1914).

## Описание
Сулуанская птица-носорог — среднего размера птица-носорог, длиной около 50 см. Оперение полностью чёрного цвета, за исключением белого хвоста. У самцов каска и клюв чёрного цвета. Голая кожа вокруг глаз и на горле чёрные. Радужная оболочка кремовая. Самки заметно мельче самцов; клюв и каска у них немного меньше; радужная оболочка тёмно-коричневая. У молодых особей клюв ещё меньше, однотонного зеленовато-жёлтого цвета, каска отсутствует, голая кожа вокруг глаз серая.
Голос представлен быстрой серией носовых кудахтаний, заканчивающаяся несколькими более громкими нотами «ca-ca-ca-ca-ca-CRAW-CIAW», общий ритм которых напоминает домашнюю курицу.

## Распространение и места обитания
Сулуанская птица-носорог является эндемиком Филиппин. Ареал ограничен островами архипелага Сулу. Вид вымер на некоторых мелких островах архипелага; достоверно установлено присутствие только на острове Тави-Тави. Естественными местами обитания являются вечнозеленые леса с диптерокарповыми деревьями в низинах и высокогорьях.

## Биология
Биология практически не исследована. Сулуанская птица-носорог ведёт оседлый образ жизни. Кормятся парами на плодоносящих деревьях в лесу или посещают отдельные деревья среди культивируемых растений. В состав рациона входят фрукты, мелкие ящерицы и насекомые. На острове Тави-Тави пара с молодым птенцом наблюдалась в сентябре; гнездо находилось в дупле высокого дерева большого диаметра. Также сообщалось о кладке с двумя яйцами, а появление птенцов отмечалось в мае — июне. Другой информации нет.

## Охранный статус
МСОП присвоил виду охранный статус CR (Виды на грани исчезновения). Считавшийся обычным или многочисленным в конце XIX века, сейчас, вероятно, является наиболее уязвимым видом птиц-носорогов в мире. В начале 1970-х годов много птиц было отстрелено, как для еды, так и просто для учебной стрельбы. Также птиц отлавливают для продажи. Острова архипелага Сулу, где это единственный присутствующий вид птиц-носорогов, относительно мало вырубались до второй половины XX века. К середине 1990-х годов быстрая вырубка первичного леса на Тави-Тави привела к тому, что оставшиеся низинные участки сильно деградировали, хотя планы заменить их плантациями масличной пальмы, похоже, застопорились, в то время как темпы вырубки леса замедлились, и оставшийся лес был ограничен пересечёнными горными районами. Преобразование в каучуковые плантации и горнодобывающая деятельность остаются угрозой существующему лесу. Численность популяция сулуанской птицы-носорога в настоящее время оценивается менее чем в 50 взрослых особей.